# Costantino Palmieri
Costantino Palmieri (Leonessa, 18 marzo 1894 – Monte San Marco, 1º novembre 1916) è stato un militare italiano, decorato con la medaglia d'oro al valor militare alla memoria nel corso della prima guerra mondiale.

## Biografia
Nacque a Leonessa di Rieti il 18 marzo 1894, figlio di Mariano e Vittoria Iacorossi, all'interno di una famiglia di agricoltori. Dopo avere frequentato la scuola elementare esercitò il mestiere del padre fino al settembre 1914, quando venne arruolato nel Regio Esercito per svolgere il servizio militare obbligatorio. Assegnato come soldato all'83º Reggimento fanteria, fu mandato in Libia dove ottenne la promozione a caporale nel febbraio 1915, e a caporale maggiore nel maggio successivo. All'atto dell'entrata in guerra del Regno d'Italia, avvenuta il 24 dello stesso mese, fu trattenuto in servizio a seguito della mobilitazione generale, e ritornato in Patria fu assegnato al 143º Reggimento fanteria della Brigata Taranto. In forza a questo reggimento raggiunse la zona di operazioni sull'Isonzo, davanti alla città di Gorizia. Comandante di un plotone della 3ª Compagnia del I Battaglione si distinse nel corso delle operazioni belliche. L'11 agosto, anche se rimasto ferito due volte in combattimento, prese parte all'occupazione di una posizione fortemente difesa, venendo decorato con una Medaglia d'argento al valor militare. Promosso sergente venne assegnato ad un altro reparto, ma poco tempo dopo ritornò alla 3ª Compagnia, riassumendo il comando del suo plotone. Il 1 novembre partecipò ad un attacco contro quota 171 del Monte San Marco di Gorizia. Primo ad uscire dalle linee italiane superò i reticolati che difendevano una trincea, penetrando in essa. Catturati alcuni prigionieri, andò all'attacco di una seconda trincea che fu occupata e poi difesa dal contrattacco del nemico con i pochi soldati superstiti del suo plotone, difendendosi con un fitto lancio di bombe a mano. Ferito gravemente all'addome, rifiutò di essere trasferito al posto di medicazione fino a che il nemico non rinunciò ad attaccare. Si spense poco tempo dopo. Per onorarne il coraggio, con Decreto Luogotenenziale del 13 dicembre 1917 fu decretata la concessione della Medaglia d'oro al valor militare. La località dove aveva perso la vita fu intitolata Bosco Palmieri, e inoltre il suo nome non venne mai cancellato dal ruolino della compagnia.

### Fonti
1. ↑  Carolei, Greganti, Modica 1968, p. 296.
2. 1 2 3 4 5 6 7 8  Combattenti Liberazione.
3. 1 2 3  Rieti Life.
4. 1 2 3 4  Coltrinari, Ramaccia 2018, p. 150.
5. ↑  Sito web del Quirinale: dettaglio decorato.